# Cyprien Richard
Cyprien Richard (ur. 27 stycznia 1979 w Thonon-les-Bains) – francuski narciarz alpejski, dwukrotny medalista mistrzostw świata.

## Kariera
Po raz pierwszy na arenie międzynarodowej pojawił się 15 grudnia 1994 roku w Val Thorens, gdzie w zawodach FIS Race został zdyskwalifikowany w pierwszym przejeździe slalomu. W 1998 roku wystartował na mistrzostwach świata juniorów w Megève, gdzie jego najlepszym wynikiem było dwunaste miejsce w slalomie. Podczas rozgrywanych rok później mistrzostw świata juniorów w Pra Loup, był między innymi trzynasty w slalomie.
W zawodach Pucharu Świata zadebiutował 17 grudnia 2000 roku w Val d’Isère, gdzie nie ukończył giganta. Pierwsze pucharowe punkty wywalczył 2 grudnia 2007 roku w Beaver Creek, zajmując 24. miejsce w tej samej konkurencji. Na podium zawodów tego cyklu pierwszy raz stanął 14 marca 2008 roku w Bormio, kończąc giganta na trzeciej pozycji. W zawodach tych wyprzedzili go jedynie Ted Ligety z USA i Austriak Benjamin Raich. Łącznie cztery razy stawał na podium, odnosząc jedno zwycięstwo: 8 stycznia 2011 roku w Adelboden był najlepszy w gigancie. Najlepsze wyniki osiągnął w sezonie 2010/2011, kiedy zajął 26. miejsce w klasyfikacji generalnej, a w klasyfikacji giganta był trzeci.
Na mistrzostwach świata w Garmisch-Partenkirchen w 2011 roku wspólnie z kolegami i koleżankami z reprezentacji wywalczył złoty medal w zawodach drużynowych. Na tych samych mistrzostwach zdobył też srebrny medal w gigancie, rozdzielają na podium wyprzedzając Teda Ligety'ego i Austriaka Philippa Schörghofera. Był też między innymi dziewiętnasty w tej samej konkurencji podczas mistrzostw świata w Schladming w 2013 roku. W 2010 roku wystartował na igrzyskach olimpijskich w Vancouver, gdzie nie ukończył rywalizacji w gigancie (po pierwszym przejeździe zajmował siódme miejsce).

## Osiągnięcia

### Igrzyska olimpijskie
| Miejsce | Dzień     | Rok  | Miejscowość | Konkurencja | Czas biegu | Strata | Zwycięzca   |
| ------- | --------- | ---- | ----------- | ----------- | ---------- | ------ | ----------- |
| DNF2    | 23 lutego | 2010 | Vancouver   | Gigant      | 2:37,83    | –      | Carlo Janka |

### Mistrzostwa świata
| Miejsce | Dzień     | Rok  | Miejscowość | Konkurencja | Czas biegu | Strata | Zwycięzca   |
| ------- | --------- | ---- | ----------- | ----------- | ---------- | ------ | ----------- |
| DNF1    | 13 lutego | 2009 | Val d’Isère | Gigant      | 2:18,82    | –      | Carlo Janka |
| 1.      | 16 lutego | 2011 | Ga-Pa       | Drużynowo   | –          | –      | –           |
| 2.      | 18 lutego | 2011 | Ga-Pa       | Gigant      | 2:10,56    | +0,08  | Ted Ligety  |
| 19.     | 15 lutego | 2013 | Schladming  | Gigant      | 2:28,92    | +4,62  | Ted Ligety  |

### Mistrzostwa świata juniorów
| Miejsce | Dzień     | Rok  | Miejscowość | Konkurencja | Czas biegu | Strata | Zwycięzca             |
| ------- | --------- | ---- | ----------- | ----------- | ---------- | ------ | --------------------- |
| 16.     | 26 lutego | 1998 | Megève      | Zjazd       | 1:20,39    | +1,17  | Andreas Buder         |
| 18.     | 27 lutego | 1998 | Megève      | Supergigant | 1:27,52    | +2,10  | Freddy Rech           |
| 46.     | 28 lutego | 1998 | Megève      | Gigant      | 2:01,62    | +5,57  | Benjamin Raich        |
| 12.     | 1 marca   | 1998 | Megève      | Slalom      | 1:23,06    | +4,66  | Benjamin Raich        |
| 29.     | 10 marca  | 1999 | Pra Loup    | Zjazd       | 1:08,50    | +1,67  | Klaus Kröll           |
| DNF     | 11 marca  | 1999 | Pra Loup    | Supergigant | 1:11,87    | -      | Manfred Gstatter      |
| DNF2    | 13 marca  | 1999 | Pra Loup    | Gigant      | 1:48,10    | -      | Christoph Alster      |
| 13.     | 14 marca  | 1999 | Pra Loup    | Slalom      | 1:34,96    | +2,43  | Massimiliano Blardone |

### Puchar Świata

#### Miejsca w klasyfikacji generalnej
- sezon 2007/2008: 54.
- sezon 2008/2009: 57.
- sezon 2009/2010: 26.
- sezon 2010/2011: 26.
- sezon 2011/2012: 42.
- sezon 2012/2013: 71.
- sezon 2013/2014: 63.
- sezon 2014/2015: 116.
- sezon 2015/2016: 91.

#### Miejsca na podium w zawodach
1. Bormio – 14 marca 2008 (gigant) – 3. miejsce
2. Alta Badia – 20 grudnia 2009 (gigant) – 3. miejsce
3. Alta Badia – 19 grudnia 2010 (gigant) – 2. miejsce
4. Adelboden – 8 stycznia 2011 (gigant) – 1. miejsce